# Culcasia scandens
Culcasia scandens är en kallaväxtart som beskrevs av Ambroise Marie François Joseph Palisot de Beauvois. Culcasia scandens ingår i släktet Culcasia och familjen kallaväxter. IUCN kategoriserar arten globalt som livskraftig. Inga underarter finns listade.